# Robert Miller
Robert Miller (ur. 1900) – najmłodszy żołnierz I Brygady Legionów. Zginął na Wileńszczyźnie w 1920 roku.